# Чешка екстралига у хокеју на леду
Чешка екстралига (чеш. Extraliga ledního hokeje) представља највиши ранг професионалног хокеја на леду у Чешкој Републици. Основана је 1993. након распада Чехословачке хокејашке лиге. Према ИИХФ Чешка екстралига је у 2009. проглашена за треће такмичење по јачини на европском континенту.
Најуспешнији тим у лиги је екипа ВХК Всетин са 6 освојених тутула. 

## Спонзори
Службено име лиге се мења у зависности од уговора о спонзорству, тако да име генералног спонзора улази у службено име лиге за време трајања уговора.
- 1993—96 Хокејашка екстралига
- 1996—99 Старопрамен екстралига
- 1999—03 Телеком Чешке екстралига
- 2003—06 Типспорт екстралига
- 2006—10 О2 екстралига
- 2010—.. Типспорт екстралига

## Формат такмичења
У лиги учествује 14 тимова. Од сезоне 2006/07 победа остварена у регуларном делу утакмице се вреднује са 3 бода, док победа након продужетака вреди 2 бода. Пораз у продужецима носи 1 бод. Уколико је резултат нерешен и након продужетака изводе се пенали. 
Након лигашког дела такмичења шест првопласираних тимова обезбеђује директан пласман у четврфинале плеј-офа, док екипе пласиране од 7. до 10. места разигравају за два последња места у доигравању (игра се на три победе). У доигравању игра се на 4 победе (максимално седам утакмица).
Екипе пласиране од 11. до 14. места након лигашког дела играју у борби за опстанак у овом рангу такмичења додатних 12 утакмица (по две у гостима и на домаћем терену са свим тимовима), а последње пласирана екипа разиграва за опстанак у елити са победником Чешке лиге 1. Игра се на 4 победе. Боља екипа из тог дуела осигурава наступ у Екстралиги наредне сезоне, док поражени такмичење наставља у нижем рангу такмичења.

## Екипе у сезони 2013/14
| Екипа              | Град              | Дворана                    | Капацитет |
| ------------------ | ----------------- | -------------------------- | --------- |
| Комета Брно        | Брно              | Кајот арена                | 7.200     |
| Маунтфилд          | Чешке Будјејовице | Будвар арена               | 6.421     |
| Пирати Хомутов     | Хомутов           | Вишенаменска арена Хомутов | 6.000     |
| Карлове Вари       | Карлове Вари      | КВ Арена                   | 6.000     |
| Кладно             | Кладно            | Зимни стадион              | 8.600     |
| Били тигри Либерец | Либерец           | Типспорт арена             | 7.500     |
| Литвинов           | Литвинов          | Ледена дворана Иван Хлинка | 7.000     |
| Пардубице          | Пардубице         | ЧЕЗ арена                  | 10.194    |
| Плзењ              | Плзењ             | ЧЕЗ арена                  | 8.420     |
| Славија            | Праг              | O2 Арена                   | 17.360    |
| Спарта             | Праг              | Тесла Арена                | 13.995    |
| Оцелари Тринец     | Тринец            | Верк Арена                 | 5.200     |
| Витковице стил     | Острава           | ЧЕЗ Арена (Острава)        | 7.719     |
| Злин               | Злин              | Ледена дворана Лудка Чајки | 7.500     |

## Досадашњи победници
- 1993–94 ХК Оломуц
- 1994–95 ХК Дадак Всетин
- 1995–96 ХК Петра Всетин
- 1996–97 ХК Петра Всетин
- 1997–98 ХК Словнафт Всетин
- 1998–99 ХК Словнафт Всетин
- 1999–00 ХК Спарта Праг
- 2000–01 ВХК Всетин
- 2001–02 ХК Спарта Праг
- 2002–03 ХК Славија Праг
- 2003–04 ХК Хаме Злин
- 2004–05 ХК Мелер Пардубице
- 2005–06 ХК Спарта Праг
- 2006–07 ХК Спарта Праг
- 2007–08 ХК Славија Праг
- 2008–09 ХК Енергија Карлове Вари
- 2009–10 ХК Пардубице
- 2010–11 ХК Оцелари Тринец
- 2011–12 ХК Пардубице
- 2012–13 ХК Плзен

### Титуле по клубовима
| Клуб              | Титула | Финала | Година освајања титула             |
| ----------------- | ------ | ------ | ---------------------------------- |
| ВХК Всетин        | 6      | 1      | 1995, 1996, 1997, 1998, 1999, 2001 |
| ХК Спарта Праг    | 4      | 1      | 2000, 2002, 2006, 2007             |
| ХК Пардубице      | 3      | 3      | 2005, 2010, 2012                   |
| ХК Славија Праг   | 2      | 3      | 2003, 2008                         |
| ХК Злин           | 1      | 3      | 2004                               |
| ХК Карлове Вари   | 1      | 1      | 2009                               |
| ХК Оцелари Тринец | 1      | 1      | 2011                               |
| ХК Оломуц         | 1      | 0      | 1994                               |
| ХК Плзен          | 1      | 0      | 2013                               |